# Gagarin (stacja kolejowa)
Gagarin (ros. Гагарин) – stacja kolejowa w miejscowości Gagarin, w rejonie gagarińskim, w obwodzie smoleńskim, w Rosji. Położona jest na linii Moskwa – Mińsk – Brześć.

## Historia
Stacja powstała w XIX w. na drodze żelaznej moskiewsko-brzeskiej, pomiędzy stacjami Batioszkowo i Siergo-Iwanowskaja. Początkowo nosiła nazwę Gżatsk (ros. Гжатскъ, później Гжатск; pol. Gżack). Po zmianie nazwy miasta, zmieniono również nazwę stacji.